# Маяк (тижневик)
«Маяк» — літературно-громадський щотижневик. Видавався у Києві. Редакція містилася по вул. Тургенівській, 9. Перший номер вийшов 20 грудня 1912. Всього вийшло 77 номерів (1912 — 1; 1913 — 48; 1914 — 28). Номери були по 16 стор. Передплата на рік коштувала З крб., один номер 5 копійок. Видавець та редактор — З.Шевченко. Головне завдання цього видання полягало в пропаганді кращих надбань тогочасної української літератури, ознайомленні широкого загалу з життям провідних письменників та їх творчістю. Окремі номери тижневика були присвячені Т.Шевченкові, Лесі Українці, М.Коцюбинському та іншим відомим українським літераторам. «М.» користувався значною популярністю серед інтелігенції української та українського селянства. Систематичне ознайомлення читачів зі спадщиною корифеїв української літератури, її ґрунтовний аналіз, коментарі сприяли пропаганді та поширенню української національної ідеї серед українського суспільства. Тижневик було закрито царськими властями після початку Першої світової війни.